# Victoria's Secret Fashion Show 2010
Victoria's Secret Fashion Show là một show diễn thời trang hàng năm của thương hiệu đồ lót nổi tiếng Victoria's Secret. Show diễn năm 2010 có sự xuất hiện của những thiên thần Victoria's Secret là Adriana Lima, Alessandra Ambrosio, Behati Prinsloo, Candice Swanepoel, Rosie Huntington-Whiteley, Erin Heatherton, Lily Aldridge, Chanel Iman, Miranda Kerr và Doutzen Kroes.

## Fashion Show segments

### 1. Segment: Tough Love
| Người mẫu                 | Năm xuất hiện đầu tiên trên sàn diễn của Victoria's Secret | Ghi chú             |
| ------------------------- | ---------------------------------------------------------- | ------------------- |
| Adriana Lima              | 1999                                                       | Thiên thần hiện tại |
| Lily Donaldson            | 2010                                                       | Người mẫu mới       |
| Alessandra Ambrosio       | 2000                                                       | Thiên thần hiện tại |
| Anja Rubik                | 2009                                                       |                     |
| Magdalena Frackowiak      | 2010                                                       | Người mẫu mới       |
| Maryna Linchuk            | 2008                                                       |                     |
| Rosie Huntington-Whiteley | 2006                                                       | Thiên thần hiện tại |
| Julia Stegner             | 2005                                                       |                     |
| Candice Swanepoel         | 2007                                                       | Thiên thần hiện tại |

### 2. Segment: Country Girls
| Người mẫu                 | Năm xuất hiện đầu tiên trên sàn diễn của Victoria's Secret | Ghi chú             |
| ------------------------- | ---------------------------------------------------------- | ------------------- |
| Candice Swanepoel         | 2007                                                       | Thiên thần hiện tại |
| Edita Vilkevičiūtė        | 2008                                                       |                     |
| Rosie Huntington-Whiteley | 2006                                                       | Thiên thần hiện tại |
| Alessandra Ambrosio       | 2000                                                       | Thiên thần hiện tại |
| Lindsay Ellingson         | 2007                                                       | Thiên thần hiện tại |
| Lily Aldridge             | 2009                                                       | Thiên thần hiện tại |
| Jessica Stam              | 2006                                                       |                     |
| Maryna Linchuk            | 2008                                                       |                     |
| Constance Jablonski       | 2010                                                       | Người mẫu mới       |
| Gracie Carvalho           | 2010                                                       | Người mẫu mới       |
| Anne Vyalitsyna           | 2008                                                       |                     |

### 3. Segment: Game On
| Người mẫu        | Năm xuất hiện đầu tiên trên sàn diễn của Victoria's Secret | Ghi chú             |
| ---------------- | ---------------------------------------------------------- | ------------------- |
| Erin Heatherton  | 2008                                                       | Thiên thần hiện tại |
| Izabel Goulart   | 2005                                                       | Cựu thiên thần      |
| Chanel Iman      | 2009                                                       | Thiên thần hiện tại |
| Karolína Kurková | 2000                                                       | Cựu thiên thần      |
| Lais Ribeiro     | 2010                                                       | Người mẫu mới       |
| Behati Prinsloo  | 2007                                                       | Thiên thần hiện tại |
| Adriana Lima     | 1999                                                       | Thiên thần hiện tại |
| Lưu Văn          | 2009                                                       |                     |
| Shannan Click    | 2008                                                       |                     |
| Isabeli Fontana  | 2005                                                       |                     |

### 4. Segment: Heavenly Bodies
| Người mẫu            | Năm xuất hiện đầu tiên trên sàn diễn của Victoria's Secret | Ghi chú                                                               |
| -------------------- | ---------------------------------------------------------- | --------------------------------------------------------------------- |
| Chanel Iman          | 2009                                                       | Thiên thần hiện tại                                                   |
| Magdalena Frackowiak | 2010                                                       | Người mẫu mới                                                         |
| Lily Donaldson       | 2010                                                       | Người mẫu mới                                                         |
| Anja Rubik           | 2009                                                       |                                                                       |
| Izabel Goulart       | 2005                                                       | Cựu thiên thần                                                        |
| Katsia Zingarevich   | 2010                                                       | Người mẫu mới                                                         |
| Martha Streck        | 2010                                                       | Người mẫu mới                                                         |
| Flávia de Oliveira   | 2006                                                       |                                                                       |
| Adriana Lima         | 1999                                                       | Thiên thần hiện tại Mặc bộ "Bombshell Fantasy Bra" (Giá: $ 2,000,000) |
| Candice Swanepoel    | 2007                                                       | Thiên thần hiện tại                                                   |
| Julia Stegner        | 2005                                                       |                                                                       |

### 5. Segment: Wild Things
| Người mẫu                 | Năm xuất hiện đầu tiên trên sàn diễn của Victoria's Secret | Ghi chú             |
| ------------------------- | ---------------------------------------------------------- | ------------------- |
| Alessandra Ambrosio       | 2000                                                       | Thiên thần hiện tại |
| Rosie Huntington-Whiteley | 2006                                                       | Thiên thần hiện tại |
| Erin Heatherton           | 2008                                                       | Thiên thần hiện tại |
| Selita Ebanks             | 2005                                                       | Cựu thiên thần      |
| Lais Ribeiro              | 2010                                                       | Người mẫu mới       |
| Emanuela de Paula         | 2008                                                       |                     |
| Isabeli Fontana           | 2005                                                       |                     |
| Anne Vyalitsyna           | 2008                                                       |                     |
| Lưu Văn                   | 2009                                                       |                     |
| Caroline Winberg          | 2005                                                       |                     |
| Karolína Kurková          | 2000                                                       | Cựu thiên thần      |

### 6. Segment: PINK
| Người mẫu           | Năm xuất hiện đầu tiên trên sàn diễn của Victoria's Secret | Ghi chú             |
| ------------------- | ---------------------------------------------------------- | ------------------- |
| Behati Prinsloo     | 2007                                                       | Thiên thần hiện tại |
| Jessica Stam        | 2006                                                       |                     |
| Lindsay Ellingson   | 2007                                                       | Thiên thần hiện tại |
| Edita Vilkevičiūtė  | 2008                                                       |                     |
| Shannan Click       | 2008                                                       |                     |
| Héloïse Guérin      | 2010                                                       | Người mẫu mới       |
| Fabiana Semprebom   | 2010                                                       | Người mẫu mới       |
| Maryna Linchuk      | 2008                                                       |                     |
| Jacquelyn Jablonski | 2010                                                       | Người mẫu mới       |
| Lily Aldridge       | 2009                                                       | Thiên thần hiện tại |
| Constance Jablonski | 2010                                                       | Người mẫu mới       |
| Chanel Iman         | 2009                                                       | Thiên thần hiện tại |